# Nova Roma do Sul
Nova Roma do Sul egy község (município) Brazíliában, Rio Grande do Sul államban, a Gaúcho-hegység (Serra Gaúcha) vidékén. 2021-ben becsült népessége 3743 fő volt.

## Története
Az európai gyarmatosítás viszonylag későn, 1880-ban kezdődött, amikor lengyel, svéd és orosz családok telepedtek le a térségben, főként a Rio das Antas partján. A fennmaradó parcellákat az 1888-tól érkező olasz bevándorlók foglalták el. A két kialakuló településmag Castro Alves és Nova Treviso volt, majd a kolónia székhelye gyanánt a kettő között létrehoztak egy új falut, amelynek Nova Roma (Új Róma) volt a neve. A kezdeti nehézségek leküzdése után a családok földművelésen és állattenyésztésen alapuló gazdasági struktúrát alakítottak ki, amellyel együtt megjelentek a kereskedelmi létesítmények és kisebb iparágak (malmok, vágóhidak) is. 1923-ban Antônio Prado község kerületévé nyilvánították.
A második világháború alatt a Vargas-diktatúra elrendelte az olasz, német eredetű elnevezések eltörlését, így Nova Romát 1939-ben átnevezték Guararapes, majd 1944-ben Guaicurus névre, azonban a lakosok követelése folytán 1950-ben visszanevezték Nova Romára. A brazil iparosodás 1960 utáni felgyorsulásával és a kisbirtokokra vonatkozó mezőgazdasági politika hiányával Nova Roma mind inkább elmaradott lett, ezen felül az infrastruktúra is hiányos volt (a 21. századig az országutak le sem voltak aszfaltozva), így sok lakos a városokba költözött. A gazdaságnak ekkor új alternatívákat kerestek, megjelent az ipar, az önkormányzat pedig a kultúrára és turizmusra is hangsúlyt helyezett.
1987-ben függetlenedett Nova Roma do Sul néven (mivel Goiás államban már volt egy Nova Roma nevű község) és 1989-ben önálló községgé alakult. 1990-ben határai kis mértékben módosultak.

## Leírása
Székhelye Nova Roma do Sul, további kerületei nincsenek. A Gaúcho-hegységben, hegyes vidéken helyezkedik el, 750 méteres átlagos tengerszint feletti magasságban. A vidék öt másik településével együtt a Vales da Serra része, amelynek fő látványosságai a természeti szépségek (vízesések, barlangok, kilátók, túraösvények, gazdag növény- és állatvilág). Olasz kulturális gyökereit ma is őrzi. Gazdaságának legnagyobb részét az ipar teszi ki, de jelen van a mezőgazdaság (szőlő, sertés) és a szolgáltatások is. Az emberek mintegy fele lakik városon.